# Pfahlenheim
Pfahlenheim (fränkisch: Bfalni) ist ein Gemeindeteil der Gemeinde Hemmersheim im Landkreis Neustadt an der Aisch-Bad Windsheim (Mittelfranken, Bayern). Die Gemarkung Pfahlenheim hat eine Fläche von 4,436 km². Sie ist in 522 Flurstücke aufgeteilt, die eine durchschnittliche Fläche von 8497,13 m² haben.

## Geographie
Das Kirchdorf liegt am Mühlbach, einem linken Zufluss der Gollach. Die umgebende Landschaft ist leicht hügelig und besteht ganz überwiegend aus Ackerflächen. Eine Gemeindeverbindungsstraße führt nach Simmershofen zur Staatsstraße 2256 (2,9 km südlich) bzw. die Kreisstraße NEA 41 kreuzend nach Lipprichhausen (1,2 km nördlich). Eine weitere Gemeindeverbindungsstraße führt nach Hemmersheim zur NEA 41 (2 km westlich).

## Geschichte
Der Ort wurde 1136/39 als „Pholenheim“ erstmals urkundlich erwähnt. Das Bestimmungswort des Ortsnamens ist der Personenname Pfolo.
Gegen Ende des 18. Jahrhunderts gab es in Pfahlenheim 30 Anwesen. Das Hochgericht übte das würzburgische Centamt Aub aus. Das Kasten- und Stadtvogteiamt Uffenheim war Grundherr über einige Anwesen.
Mit dem Gemeindeedikt (frühes 19. Jahrhundert) kam Pfahlenheim an das neu gebildete Steuerdistrikt Lipprichhausen. Wenig später entstand die Ruralgemeinde Pfahlenheim. Sie war in Verwaltung und Gerichtsbarkeit dem Landgericht Uffenheim zugeordnet und in der Finanzverwaltung dem Rentamt Uffenheim (1919 in Finanzamt Uffenheim umbenannt). Ab 1862 war das Bezirksamt Uffenheim für die Verwaltung der Gemeinde zuständig (1939 in Landkreis Uffenheim umbenannt). Die Gerichtsbarkeit blieb beim Landgericht Uffenheim (1879 in Amtsgericht Uffenheim umbenannt), seit 1973 ist das Amtsgericht Neustadt an der Aisch zuständig. Die Gemeinde hatte 1964 eine Gebietsfläche von 4,452 km². Am 1. Januar 1972 wurde Pfahlenheim im Zuge der Gebietsreform in Bayern nach Hemmersheim eingegliedert.

### Baudenkmäler
- Evangelisch-lutherische Pfarrkirche St. Ursula und Wendelin mit Friedhof[14]
- Ottildenbrunnen[14]

### Einwohnerentwicklung
| Jahr      | 1818  | 1840   | 1852   | 1855   | 1861   | 1867   | 1871   | 1875   | 1880   | 1885   | 1890   | 1895   | 1900   | 1905   | 1910   | 1919   | 1925   | 1933   | 1939   | 1946   | 1950   | 1952   | 1961   | 1970   | 1987  |
| Einwohner | 182   | 215    | 207    | 208    | 199    | 181    | 183    | 186    | 188    | 193    | 200    | 199    | 190    | 174    | 182    | 172    | 183    | 179    | 166    | 243    | 229    | 225    | 163    | 135    | 130   |
| Häuser    | 37    | 37     |        |        |        |        | 42     |        |        | 41     | 41     |        | 35     |        |        |        | 35     |        |        |        | 37     |        | 34     |        | 30    |
| Quelle    | [ 9 ] | [ 16 ] | [ 17 ] | [ 17 ] | [ 18 ] | [ 19 ] | [ 20 ] | [ 21 ] | [ 22 ] | [ 23 ] | [ 24 ] | [ 17 ] | [ 25 ] | [ 17 ] | [ 26 ] | [ 17 ] | [ 27 ] | [ 17 ] | [ 17 ] | [ 17 ] | [ 28 ] | [ 17 ] | [ 11 ] | [ 29 ] | [ 2 ] |

## Religion
Pfahlenheim ist Sitz der Pfarrei St. Ursula und Wendelin und seit der Reformation evangelisch-lutherisch geprägt. Die Pfarrei ist mit Lipprichhausen vereinigt.